# Andalucía (revista)
Andalucía fue una revista cuyo primer número apareció en 1916, publicada inicialmente en Sevilla.

## Descripción
Publicada inicialmente en Sevilla, entre 1916 y 1917, volvió a reaparecer con la misma cabecera en Córdoba entre 1918 y 1920. Ha sido considerada una «publicación fundamental del regionalismo andaluz». En 1992 se publicó un índice de la revista.